# Plasma por descarga piezoeléctrica directa
Descarga piezoeléctrica directa es un método de generación de plasma frío (en desequilibrio termodinámico), capaz de ionizar diferentes gases de trabajo, incluido aire, en un amplio rango de presiones.

## Antecedentes
La mayoría de procesos de plasma industriales se producen por descarga luminosa a presiones inferiores a 10 Torr (glow discharges). Desde hace tiempo se confirma que la posibilidad de generar plasmas a presión atmosférica y con aire ambiente aumenta significativamente su aplicabilidad en la industria. En este contexto, la Ley de Paschen describe los límites del encendido del plasma en función de la Presión y de la distancia entre electrodos.
Para la generación de plasmas tecnológicos (atmospheric plasma sources), se conectan fuentes de corriente continua (DC) y baja frecuencia con arcos eléctricos de altas corrientes. Se forma plasma en equilibrio térmico, donde la temperatura de los átomos, moléculas e iones es relativamente homogénea y puede rápidamente superar varios miles de kelvin.
Plasma en desequilibrio termodinámico (plasma frío) puede ser generado en condiciones atmosféricas con altas frecuencias o utilizando microdescargas de corta duración creadas por la ruptura dieléctrica (Descarga parcial) producida entre dos electrodos separados por una barrera aislante dieléctrica. La llamada "descarga fría" o descarga de la barrera dieléctrica (DBD) se utiliza en muchas aplicaciones en las que se debe evitar altas temperaturas.

## Principio de la descarga piezoeléctrica directa (PDD)
El concepto básico de la tecnología de descarga piezoeléctrica directa (Piezoelectric Direct Discharge, PDD) es utilizar un transformador piezoeléctrico (TP) integrado en el generador de plasma. Así se evitan todos los problemas provocados por la alta tensión de los generadores de plasma atmosféricos tradicionales. Se pueden construir tanto dispositivos de plasma de descarga superficial de Efecto corona o microjets.

## Tecnología
Los Transformadores piezoelétricos hechos de electrocerámicas PZT generan alta tensión a través de la conversión de energía electromecánica basada en el principio piezoeléctrico. El oscilante potencial superficial puede generar la excitación y la ionización de los átomos y las moléculas provocando la generación de plasma por descarga piezoeléctrica directa (PDD). La estructura de la descarga muestra un característico patrón de microfilamentos de corta duración (microsegundos y menor) típico de descargas de barreras dieléctricas (DBD). Se puede utilizar PDD para la generación de ozono, lámparas de excímeros (excimer lamps), microreactores químicos y tratamiento superficial.
El concepto básico de la tecnología de descarga piezoeléctrica directa (PDD) es utilizar un transformador piezoeléctrico (TP) integrado en el generador de plasma. Así se evitan todos los problemas provocados por la alta tensión de los generadores de plasma atmosféricos tradicionales. Se pueden construir tanto dispositivos de plasma de descarga superficial de Efecto corona o microjets.
Los transformadores piezoeléctricos (TPs) generan campos eléctricos de alta intensidad debido al efecto piezoeléctrico. En la punta del TP, los elevados gradientes del campo provocan una amplia polarización, excitación e ionización de los átomos y las moléculas. Esto genera la descarga piezoeléctrica directa del plasma (PDD plasma) con propiedades que también se producen en descargas dieléctricas de barrera (dielectric barrier discharge, DBD) o descargas de efecto corona.
TPs del tipo Rosen ofrecen una alta densidad de potencia y factores de conversión de muy alta tensión >1000. Son dispositivos electromecánicos de altos factores de calidad y frecuencias de resonancia típicamente 10 kHz y más de 500 kHz. Si se ajusta el circuito de control a la frecuencia de resonancia y la impedancia del TP, la conversión de la potencia principal a energía de descarga es muy buena. El comportamiento en potencia del sistema difiere en gran medida del comportamiento en pequeña señal. En el umbral de disparo de la descarga, el factor de amortiguamiento se incrementará y la frecuencia de resonancia se desplaza. Para estabilizar la PDD, se recomienda monitorizar la frecuencia.

## Utilización
Se descubrió que el Generador de ozono usando PDD operada con aire generaba una concentración medianamente alta de ozono, pero con la mayor eficiencia de los generadores de ozono operados a temperatura ambiente.
Utilizando espectroscopia de emisión óptica se descubrió que las temperaturas del gas en el volumen activo del plasma se encontraban cerca de la temperatura ambiente 300 + 20 K. Se pueden alcanzar densidades de electrones del orden de 10−14-10−16 m−3 en el volumen de plasma activo. PDD es un efecto típico de plasmas en desequilibrio termodinámico (nonthermal (cold) plasma). Plasma PDD puede ser inducido en una variedad de gases de trabajo como argón, helio, nitrógeno y aire. Utilizando mezclas de He/Xe, PDD produce radiación ultravioleta (radiación pico a 172 nm, Xe* excimer).
Estas propiedades de la PDD abrieron una vía para su aplicación en campos de la tecnología médica, microbiología e investigación clínica. El uso industrial más común de los plasma jets basados en la PDD es la activación superficial (surface activation), que optimiza la humectabilidad y las propiedades de adhesión del material. La alta eficiencia del proceso y la compacidad del dispositivo permite diseñar delgados aparatos de PDD de mano.

## Enlaces
- Traducido de en:Piezoelectric direct discharge plasma, exactamente la versión https://en.wikipedia.org/w/index.php?title=Piezoelectric_direct_discharge_plasma&oldid=637926634, bajo licencia GFDL y CC-BY-SA 3.0

- Datos: Q18641424